# Vanua Vatu
Vanua Vatu är en ö i Fiji.   Den ligger i divisionen Östra divisionen, i den västra delen av landet, 240 km väster om huvudstaden Suva. Arean är 4,2 kvadratkilometer.
Terrängen på Vanua Vatu är platt. Öns högsta punkt är 88 meter över havet. Den sträcker sig 2,5 kilometer i nord-sydlig riktning, och 2,1 kilometer i öst-västlig riktning.